# 미네베아미쓰미
미네베아미쓰미 주식회사(ミネベアミツミ株式会社, MinebeaMitsumi)는 일본의 다국적 기계 부품 및 전자 기기 제조사이다. 회사의 본사는 미나토 히가시신바시에 위치해 있으며, 등기 본사는 나가노 미요타에 위치해 있다.
2019년 6월 30일 기준, 미네베아미쓰미는 121개의 연결 자회사 및 관계사로 구성되어 있다. NMB (USA)(일본 미니어처 베어링)는 미네베아의 미국 자회사들을 관리하는 미국 지주회사이다.

## 역사
회사는 1951년 미네베아 주식회사(ミネベア株式会社)로 설립되었다.
2017년 1월 27일, 미네베아는 미쓰미를 5억 달러에 인수하고 회사 이름을 미네베아미쓰미로 변경했다.

## 주요 사업 및 자회사

### NMB 테크놀로지스 코퍼레이션
NMB는 다음 제품 판매를 담당한다.
- 베어링[3]
  - 베어링 관련 제품:

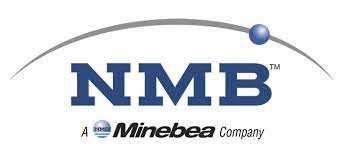
NMB 테크놀로지스 공식 로고

    - 피벗 어셈블리, 정밀 기계 어셈블리
- 기계 가공 부품
  - 방위 관련 특수 부품 (일본 방위성 전용)
- 전자 기기 및 부품[4]
- 측정 부품[5]
  - 스트레인 게이지, 힘 센서, 압력 센서, 벡터 센서
  - 로드셀, 압력셀, 토크 트랜스듀서, 디지털 인디케이터, 인장 및 압축 시험기
  - 팬 모터, 블로워, 고압 블로워, 팬 유닛
  - 하이브리드 스테핑 모터, 펄스 변조 (PM) 스테핑 모터, 소형/고속 PM 스테핑 모터
  - 브러시 DC 모터, 소형 브러시리스 모터, 고출력 브러시리스 모터, 다각경 스캐너 모터
  - HDD 스핀들 모터, 회전각 센서, 유동층 건조기 (FBD) 모터

2015년 8월, 미네베아 제품은 세계에서 가장 작은 상업용 대량 생산 강철 볼 베어링으로 기네스 세계 기록에 등재되었다. 해당 제품은 2009년에 처음 출시되었으며, 주로 국내 시계 제조업자들이 고급 기계식 시계에서 전통적으로 사용되는 보석 대신 섬세한 축을 지지하는 데 사용된다.

### 미쓰미 전기
미쓰미의 제품 포트폴리오는 다음과 같다.
- 집적회로
- 전원 공급 장치
- 교류 어댑터
- 충전기
- 내부 전원 공급 장치
- 고주파 장치
- 통신 장비
- 인터넷 프로토콜 장비

### ABLIC Inc

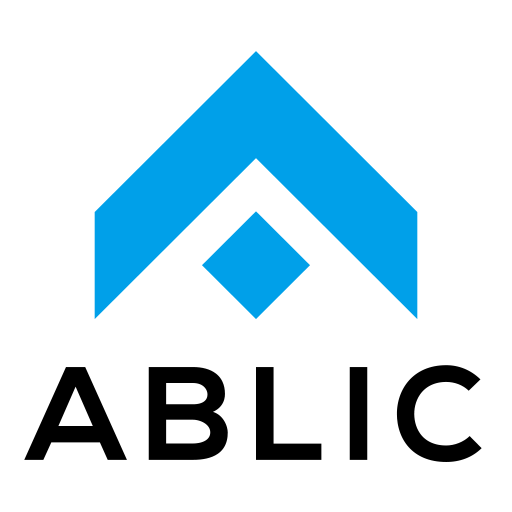
ABLIC 공식 로고.

ABLIC Inc는 2019년 미네베아미쓰미에 인수되었다.
- 전력 관리 IC
- 센서
- 메모리
- 증폭기
- 자동차 IC
- 헬스케어

### 유신 (U-Shin)
유신은 1926년에 설립되었으며 2019년부터 미네베아미쓰미의 자회사이다. 미국, 인도, 독일, 프랑스에 R&D 센터를 두고 있다. 2021년 3월 기준 자본금은 15,206백만 엔이며, 연결 매출은 105,133백만 엔이다. 유신은 도쿄 미나토구에 본사를 두고 있다.

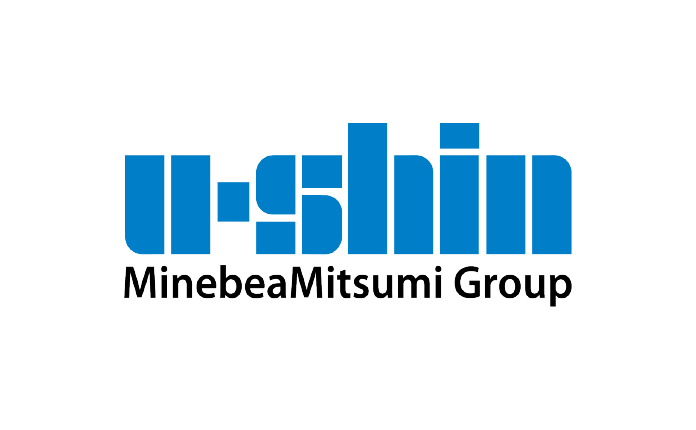
유신 공식 로고.

유신은 다음을 다룬다.
- 자동차 부문
  - 전자 장치
  - 전자 스티어링 컬럼 잠금 장치
  - 실내 온도 조절 시스템
  - 래치
  - 전동 잠금 시스템
  - 자동차 매립형 핸들
  - 스위치 및 센서
  - 잠금 세트
  - 산업 장비 부문
  - 연료 펌프

### 패러독스 엔지니어링

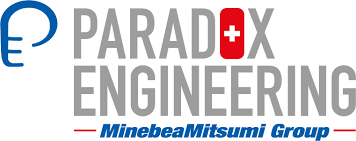
패러독스 엔지니어링 공식 로고

패러독스 엔지니어링은 미네베아미쓰미의 사물 인터넷 R&D 센터이다. 이 회사는 스위스에 기반을 두고 있으며, 도시 및 기타 스마트 환경을 위한 IoT 솔루션을 개발한다.
패러독스 엔지니어링은 PE 스마트 도시 네트워크를 사용하는 모든 도시에서 무선 IoT 애플리케이션(스마트 조명, 스마트 주차, 스마트 에너지 및 기타 센서 기반 애플리케이션)과 무선 고속 IoT 서비스(유비쿼터스 Wi-Fi, 비디오 감시, 비상 대응 시스템)를 관리 및 제어하는 데 선택되는 중앙 관리 시스템을 보유하고 있다.

## 주식
미네베아미쓰미 주식은 도쿄 증권거래소와 오사카 증권거래소에 상장되어 있으며, 회사는 닛케이 225 주가 지수의 구성 종목이다.
미네베아는 볼 베어링(65%) 및 피벗 어셈블리(65%)와 같은 6개 제품 분야에서 세계 최대 점유율을 차지하고 있다. 국제 아시아 사업은 미네베아 생산의 80%와 매출의 50%를 차지한다.

### 주요 주주
(2013년 9월 30일 기준 상위 10개 주주)
- Japan Trustee Services Bank, Ltd. (신탁 계정) – 31,364,000 – 8.29%
- The Master Trust Bank of Japan, Ltd. (신탁 계정) – 27,583,000 – 7.29%
- 전국농업협동조합중앙회 – 15,761,000 – 4.17%
- 타카하시 산업경제연구재단 – 15,447,330 – 4.08%
- 스미토모 미쓰이 신탁 은행 주식회사 – 15,349,000 – 4.06%
- 케이아이샤 주식회사 – 15,000,000 – 3.97%
- 일본 트러스티 서비스 뱅크 주식회사 (신탁 계정 4) – 13,081,000 – 3.46%
- 일본 트러스티 서비스 뱅크 주식회사 (신탁 계정 9) – 11,501,000 – 3.04%
- 더 뱅크 오브 도쿄 미쓰비시 UFJ – 10,057,839 – 2.66%
- 미쓰이스미토모 은행 – 10,000,475 – 2.64%

## 같이 보기
- 하이텍 코퍼레이션
- 미네베아 미쓰미 FC